# Vũ Thành An
Dans ce nom vietnamien, le nom de famille, Vũ, précède le nom personnel Thành An.
Ne pas confondre avec Vũ Thành An (vi), musicien né en 1943.
Vũ Thành An, né le 7 août 1992 à Hanoï, est un escrimeur vietnamien. Il pratique le sabre en compétition.

## Carrière
Vũ entre dans la catégorie senior en 2012. Avec une participation à la Coupe du monde d'escrime limitée aux championnats du monde, aux championnats d'Asie et à un ou deux Grand Prix par saison, son classement stagne autour de la cinquantième place, dépendant particulièrement de ses résultats aux championnats asiatiques. En 2016, Vũ, avec deux autres escrimeurs vietnamiens, assure sa participation aux Jeux de Rio après sa victoire lors du tournoi de qualification asiatique dans la ville de Wuxi. Durant les championnats d'Asie, deux jours plus tard, Vũ poursuit sur sa lancée en remportant la médaille de bronze en individuel, puis mène l'équipe vietnamienne au même résultat par équipes.
Pendant le défilé d'ouverture des Jeux, Vũ est porte-drapeau de la délégation vietnamienne puis, au cours de la compétition proprement dite il passe le premier tour, éliminant contre toute attente l'Italien Diego Occhiuzzi (15-12). Son parcours s'arrête au tour suivant contre Vincent Anstett (8-15) et il se classe quinzième de la compétition. Son classement de coupe du monde s'améliore de vingt-neuf places.

## Palmarès
- Championnats d'Asie d'escrime
  -  Médaille de bronze aux championnats d'Asie d'escrime 2016 à Wuxi
  -  Médaille de bronze par équipes aux championnats d'Asie d'escrime 2016 à Wuxi

## Classement en fin de saison
| Année | 2012 | 2013 | 2014 | 2015 | 2016 |
| ----- | ---- | ---- | ---- | ---- | ---- |
| Rang  | 98   | 56   | 54   | 55   | 26   |